# San Luis La Herradura
San Luis La Herradura é um município localizado no departamento de La Paz, em El Salvador.